# BMW řady 3 (E46)

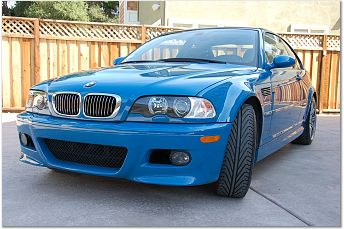
verze M3 v barvě Laguna Seca Blue

Označení model BMW E46 značí 4. generaci řady 3. Byl vyráběn od roku 1998 do roku 2005. Karosářské varianty zůstaly stejné jako u předchozí verze (E36), pouze zmizela z nabídky pro Spojené státy americké verze Compact. Opět se objevil pohon 4x4. Novým příbuzným modelem byl terénní typ X3.[zdroj?] Design oproti předchůdci nepřinesl zásadní změny. Sportovní model, označovaný M3, se prodával pouze jako kupé nebo kabriolet. Od sériového modelu ho odlišovala řada exteriérových prvků (nárazníky, lemy zadních blatníků, zrcátka, spojlery, 4 koncovky výfuku, sportovní volant, sedadla...).

## Modely sedanu a kombi Touring
- 316i – objem 1.9l 77 kW (přesný objem 1895 cm³) a 1.8l 85 kW (1796 cm³) Valvetronic, vítěz soutěže motor roku 2001,
- 318i – objem 1.9l 87 kW (přesný objem 1895 cm³) a 2.0 105 kW (1995 cm³) Valvetronic
- 320i – objem 2.0l 110 kW (přesný objem 1997 cm³)
- 320i – objem 2.2l 125 kW (přesný objem 2171 cm³)
- 323i – objem 2.5l 125 kW (přesný objem 2494 cm³)
- 325i a 325xi (s pohonem všech kol) – objem 2.5l 141 kW (přesný objem 2494 cm³)
- 328i – objem 2.8l 142 kW (přesný objem 2793 cm³)
- 330i a 330xi (s pohonem všech kol) – objem 3.0l 170 kW (přesný objem 2979 cm³)
- 318d – objem 2.0l 85 kW (přesný objem 1951 cm³) 2001–2005
- 320d – objem 2.0l 100 kW (přesný objem 1951 cm³) 1998–2001
- 320d – objem 2.0l 110 kW (přesný objem 1995 cm³) 2001–2004
- 330d a 330xd (s pohonem všech kol) – objem 3.0l 135 kW (přesný objem 2926 cm³)
- 330d a 330xd (s pohonem všech kol) – objem 3.0l 150 kW (přesný objem 2993 cm³)
- M3 – objem 3.2l 252 kW (přesný objem 3246 cm³) (pouze verze cabrio a kupé)

## Kupé
Výroba začala v roce 1999. Dveře vozu byly vybaveny bezrámovými okny a základní cena byla vyšší než u sériového sedanu.

## Motorizace

### Benzinové verze
| Model     | Výroba    | Motor        | Výkon           | Točivý moment       |
| --------- | --------- | ------------ | --------------- | ------------------- |
| 316i      | 1999–2001 | M43B19 R4    | 77 kW (103 hp)  | 165 N·m (122 lb·ft) |
| 316i      | 2001–2004 | 1.8 L N42 R4 | 85 kW (114 hp)  | 175 N·m (129 lb·ft) |
| 316i      | 2004–2005 | 1.8 L N46 R4 | 85 kW (114 hp)  | 175 N·m (129 lb·ft) |
| 318i      | 1998–2001 | 1.9 L M43 R4 | 87 kW (117 hp)  | 180 N·m (133 lb·ft) |
| 318i      | 2001–2004 | 2.0 L N42 R4 | 105 kW (142 hp) | 200 N·m (148 lb·ft) |
| 318i      | 2004–2006 | 2.0 L N46 R4 | 110 kW (148 hp) | 200 N·m (148 lb·ft) |
| 320i      | 1998–2000 | 2.0 L M52 R6 | 110 kW (148 hp) | 190 N·m (140 lb·ft) |
| 320i      | 2000–2006 | 2.2 L M54 R6 | 125 kW (168 hp) | 210 N·m (155 lb·ft) |
| 323i      | 1998–2000 | 2.5 L M52 R6 | 125 kW (168 hp) | 245 N·m (181 lb·ft) |
| 325i (EU) | 2001–2006 | 2.5 L M54 R6 | 141 kW (189 hp) | 245 N·m (181 lb·ft) |
| 325i (US) | 2001–2006 | 2.5 L M54 R6 | 137 kW (184 hp) | 237 N·m (175 lb·ft) |
| 328i      | 1998–2000 | 2.8 L M52 R6 | 142 kW (190 hp) | 280 N·m (207 lb·ft) |
| 330i (EU) | 2000–2006 | 3.0 L M54 R6 | 170 kW (228 hp) | 300 N·m (221 lb·ft) |
| 330i (US) | 2000–2006 | 3.0 L M54 R6 | 168 kW (225 hp) | 290 N·m (214 lb·ft) |
| 330i ZHP  | 2003–2006 | 3.0 L M54 R6 | 175 kW (235 hp) | 301 N·m (222 lb·ft) |
| M3 (EU)   | 2000–2006 | 3.2 L S54 R6 | 252 kW (338 hp) | 365 N·m (269 lb·ft) |
| M3 (US)   | 2000–2006 | 3.2 L S54 R6 | 248 kW (333 hp) | 355 N·m (262 lb·ft) |
| M3 CSL    | 2003–2004 | 3.2 L S54 R6 | 265 kW (355 hp) | 370 N·m (273 lb·ft) |

### Naftové verze
| Model | Výroba    | Motor               | Výkon           | Točivý moment       |
| ----- | --------- | ------------------- | --------------- | ------------------- |
| 318d  | 2001–2003 | 1.8 L M47 R4        | 85 kW (114 hp)  | 265 N·m (195 lb·ft) |
| 318d  | 2003–2005 | 1.8 L M47 inline-4  | 85 kW (114 hp)  | 280 N·m (207 lb·ft) |
| 320d  | 1998–2001 | 2.0 L M47 R4        | 100 kW (134 hp) | 280 N·m (207 lb·ft) |
| 320d  | 2001–2006 | 2.0 L M47N inline-4 | 110 kW (148 hp) | 330 N·m (243 lb·ft) |
| 330d  | 1999–2002 | 3.0 L M57 R6        | 135 kW (181 hp) | 390 N·m (288 lb·ft) |
| 330d  | 2003–2005 | 3.0 L M57 inline-6  | 150 kW (201 hp) | 410 N·m (302 lb·ft) |

## Verze E46 Compact
Verze Compact je třídveřový hatchback. Jeho marketingovou úlohou měla být dostupnější levnější varianta. Vzhledem k tomuto účelu bylo zaměření této verze na mladší klientelu.

### Modely verze E46 Compact
- 316ti 85 kW (2001–2005)
- 318ti 105 kW (2001–2005)
- 325ti 141 kW (2001–2005)
- 318td 85 kW (2003–2005)
- 320td 110 kW (2001–2005)

## Životopis BMW 3 E46
- 1998: Představení sedanu ve verzích 318i, 320i, 323i, 328i a 320d
- 1999: Představení kupé a kabrioletu. Nové varianty 330d a 316i
- 2000: Změny v nabídce motorů R6, verze 320i má objem 2.2l
- 2001: Facelift sedanu a kombi, verze 318i má objem 2.0l, nástup vstřikování Common Rail do dieselů 318d a 320d, nová verze Compact
- 2003: Facelift kupé a kabrioletu. Verze 330d má vyšší výkon 150 kW
- 2004: představení nástupce E90

Common Rail má 320d od roku 2001.